# Dada Masiti
Mana Sitti Habib Jamaladdin (en arabe : مانا ستي حبيب جمال الدين) (dans les années 1810 - 15 juillet 1919), communément appelée Dada Masiti (Grand-mère Masiti), est une poétesse somalienne, mystique et érudite islamique. Elle composait ses poèmes en chimwiini, variante du swahili parlée dans la région de Brava.

## Biographie
Mana Sitti Habib Jamaladdin naît dans les années 1810 (vers 1219 dans le calendrier hégirien) à Brava, une ville côtière du sud de la Somalie. Sa famille, des deux côtés, étaient réputés être des Ashraf, c’est-à-dire des descendants de Mahomet par sa fille Fatima Zahra. Les Ashraf avaient établi leur première résidence à Brava au début des années 1600.
Ce que l'on sait des premières années de Dada Masiti provient de différentes traditions orales, retranscrites par écrit. Ces récits entérinés par les descendants de ses proches parents indiquent qu'elle aurait été enlevée et emmenée à Zanzibar. L'enlèvement aurait eu lieu alors qu'elle était adolescente et aurait été réalisé par un prétendant que sa famille avait refusé comme mari potentiel. Les deux se sont enfuis et se sont mariés à Pate. Leur relation se brise peu de temps après et elle aurait ensuite été retenue d'une manière proche de l'esclavage pendant une dizaine d'années. Elle réussit finalement à s'échapper, et un cousin maternel, résidant à Zanzibar, vient à son secours. Dada Masiti elle-même semble confirmer cette version des faits dans sa poésie. Ses poèmes mentionnent également le nom de ce cousin et demandent à plusieurs reprises à Dieu de le bénir. Dada Masiti ne s'est jamais remarié et n'a pas eu d'enfants.
Dada Masiti se plonge dans des études religieuses sous la direction d'un cheikh, Mohammed Janna al-Bahluli. Adepte de la Qadiriyya, une tariqa ou confrérie soufie implantée en Inde et en Afrique, sa poésie démontre une compréhension détaillée du Coran et de la Sunna. Les poèmes qui lui ont été dédiés par ses contemporains témoignent de leur respect. Certains de ses textes et poèmes sont restés célèbres. Ses vers figurent toujours en bonne place dans les annales poétiques somaliennes.
Après sa mort en 1919, Dada Masiti est inhumée sur le site de sa petite maison à Brava. Un ziyarat annuel à son sanctuaire est observé dans la ville,.